# Hrabstwo Keith

Piramida wieku hrabstwa

Hrabstwo Keith (ang. Johnson County) – hrabstwo w stanie Nebraska w Stanach Zjednoczonych. W roku 2010 liczba mieszkańców wyniosła 8368. Stolicą i największym miastem jest Ogallala.

## Geografia
Całkowita powierzchnia wynosi 2874,9 km² z czego woda stanowi 126,9 km² (4,37%).

### Miejscowości
- Ogallala

### Wioski
- Brule
- Paxton

### CDP
- Belmar
- Keystone
- Lemoyne
- Martin
- Roscoe
- Sarben